# Enmerkar y el Señor de Aratta
Enmerkar y el Señor de Aratta es un legendario relato sumerio, de copias conservadas, tempranas post-sumerias, compuestas en el período neo-sumerio (hacia el siglo 21 a. C.). Es una de una serie de relatos que describe los conflictos entre Enmerkar, rey de Unug-Kulaba (Uruk ), y el rey anónimo de Aratta (probablemente en algún lugar del Irán o Armenia modernos).
Debido a que da una explicación sumeria de la confusión de lenguas, y también involucra a Enmerkar construyendo templos en Eridu y Uruk, desde la época de Samuel Kramer se ha comparado con la narrativa de la Torre de Babel en el Libro de Génesis.

## Sinopsis
Cerca del comienzo de la narración se proporciona el siguiente trasfondo: En esos días de antaño, cuando se determinaban los destinos, los grandes príncipes permitían que el E-ana de Unug Kulaba levantara la cabeza. Mucho se incrementaron las inundaciones de las carpas y la lluvia que se incrementó la cebada moteada en Unug Kulaba. Antes de que existiera la tierra de Dilmun, el E-ana de Unug Kulaba estaba bien fundado.
E-ana fue un templo en Uruk construido en honor de la diosa Inanna, la «dama de todas las tierras» —E-ana es «casa de An» o «Templo de An»—. Del mismo modo, el señor de Aratta se ha coronado a sí mismo en el nombre de Inanna, pero ella no encuentra esto tan agradable como su templo de ladrillo en Uruk.
Enmerkar, que ha sido «elegido por Inanna en su santo corazón desde la brillante montaña», le pide a Inanna que le permita someter a Aratta y hacer que la gente de Aratta entregue un tributo de metales preciosos y piedras preciosas, para construir el elevado templo Apsu de Enki en Eridu, así como para embellecer su propio santuario E-ana en Uruk. Inanna consecuentemente aconseja a Enmerkar que envíe un heraldo a través de las montañas de Susin y Anshan al señor de Aratta, para exigir su sumisión y su tributo.
Enmerkar está de acuerdo y envía al mensajero, junto con sus amenazas específicas para destruir a Aratta y dispersar a su gente, si no le envían el tributo —la devastación barrió destructivamente, y en cuyo despertar se levantó Inanna, chilló y gritó en voz alta, «Yo también causo una gran devastación allí» —. Además, se debe recitar el Encantamiento de Nudimmud, un himno que implora a Enki para restaurar —o en algunas traducciones, para interrumpir— la unidad lingüística de las regiones habitadas, denominadas Subartu, Hamazi, Sumeria, Uri-ki, la región alrededor Akkad, y la tierra Martu:

En ese día cuando no hay serpiente, cuando no hay escorpión, cuando no hay hiena, cuando no hay león, cuando no hay perro ni lobo, cuando no hay miedo ni temblores, ¡el hombre no tiene rival! En ese momento, que las tierras de Shubur y Hamazi, las muchas lenguas, y Sumer, la gran montaña del Me de magnificencia, y Akkad, la tierra que posee todo lo que conviene, y la tierra Martu, descansando en seguridad -todo el universo, la gente bien protegida- ¡que todos se dirijan a Enlil juntos en un solo idioma! Porque en ese momento, para los señores ambiciosos, para los príncipes ambiciosos, para los reyes ambiciosos, Enki, para los señores ambiciosos, para los príncipes ambiciosos, para los reyes ambiciosos, para los señores ambiciosos, para los príncipes ambiciosos, para los ambiciosos reyes - Enki, el señor de la abundancia y de las decisiones firmes, el señor sabio y conocedor de la Tierra, el experto de los dioses, elegido por la sabiduría, el señor de Eridug, cambiará el discurso en sus bocas, tantos como él había colocado allí, y así el discurso de la humanidad es verdaderamente uno.

El mensajero llega a Aratta, recitando este mensaje al rey, y le pide una respuesta para llevar a su señor Enmerkar. El rey de Aratta responde que la sumisión a Uruk está fuera de discusión, porque la propia Inanna lo había elegido para su cargo y poder. Pero el heraldo revela que Inanna ha sido instalada como reina en E-ana e incluso le ha prometido a Enmerkar hacer que Aratta se incline ante Uruk. Devastado por esta noticia, el señor de Aratta finalmente da su respuesta: está más que preparado para una contienda militar con Uruk, a quien no considera rival para su poder; sin embargo, se someterá, con la única condición de que Enmerkar le envíe una gran cantidad de grano de cebada, y que Inanna lo convenza de que ha abandonado Aratta y confirmado su lealtad a Uruk.
El heraldo regresa a Enmerkar con esta respuesta, y al día siguiente Enmerkar en realidad envía la cebada a Aratta, junto con el mensajero y otra demanda para enviar todavía más piedras preciosas. El señor de Aratta, en un ataque de orgullo, se niega y le pide a Enmerkar que le entregue estas piedras preciosas. Al escuchar esto, Enmerkar pasa diez años preparando un cetro adornado, y luego lo envía a Aratta con su mensajero. Esto asusta al señor de Aratta, que ahora ve que Inanna lo ha abandonado, pero en su lugar propone organizar un combate uno a uno entre dos campeones de las dos ciudades, para determinar el resultado del conflicto diplomático con Enmerkar. 
El rey de Uruk responde aceptando este desafío, mientras aumenta sus demandas para que la gente de Aratta haga una oferta significativa para el E-ana y el abzu, o enfrentarse a la destrucción y dispersión. Para aliviar al heraldo que, asediado, ya no puede recordar todos los mensajes que se le imputan, Enmerkar recurre a una invención: escribir en tablillas de arcilla. El heraldo atraviesa nuevamente las «siete montañas» hacia Aratta, con las tablillas, y cuando el rey de Aratta intenta leer el mensaje, Ishkur, el dios de la tormenta, causa una gran lluvia para producir trigo y garbanzos silvestres que luego son llevados al rey. Al ver esto, el rey declara que Inanna no ha abandonado la primacía de Aratta, y convoca a su campeón.
El resto del texto tiene muchas lagunas —pérdidas de líneas de texto— y los siguientes sucesos no están claros, pero la tablilla parece terminar con Enmerkar triunfante, posiblemente instalado por Inanna en el trono de Aratta, y con la gente de Aratta entregando el tributo a E-ana, y proporcionando los materiales para construir el Apsû.
Un texto secuela, Enmerkar y En-suhgir-anaa, parece continuar la épica.